# Chorizagrotis kuijarensis
Chorizagrotis kuijarensis là một loài bướm đêm trong họ Noctuidae.